# Nyctyornis amictus
Nyctyornis amictus là một loài chim lớn trong họ Meropidae. Có thể tìm thấy loài này tại khu vực Indo-Malay thuộc vùng Đông Nam Á. Chúng thường sống tại cửa tại các khoảng đất trống trong những khu rừng dày đặc.